# Nathan Healey
Nathan Healey (* 27. Februar 1980 in Gosford) ist ein ehemaliger australischer Tennisspieler.

## Karriere
Der Doppelspezialist gewann im Laufe seiner Karriere 11 Titel auf der ATP Challenger Tour, davon einen im Einzel und zehn im Doppel sowie drei Doppeltitel auf Ebene der ATP Tour. Darüber hinaus stand er drei weitere Male in einem ATP-Doppelfinale. Gemeinsam  mit seinem Landsmann Jordan Kerr zog er 2002 ins Achtelfinale der US Open ein. Dies war Healeys bestes Grand-Slam-Resultat. Im Einzel erreichte er die dritte Runde bei den Australian Open 2006.
Seine höchste Platzierung in der Tennis-Weltrangliste erreichte er im Einzel mit Rang 159 am 15. Januar 2007 und im Doppel mit Platz 58 am 3. Februar 2003.

## Erfolge
| Legende (Anzahl der Titel)                      |
| Grand Slam                                      |
| Tennis Masters Cup                              |
| ATP World Tour Masters 1000                     |
| ATP International Series Gold                   |
| ATP International Series ATP World Tour 250 (3) |

### Doppel

#### Turniersiege
| Nr. | Datum              | Turnier | Belag     | Partner          | Finalgegner                     | Ergebnis      |
| --- | ------------------ | ------- | --------- | ---------------- | ------------------------------- | ------------- |
| 1.  | 30. Juli 2001      | Sopot   | Sand      | Paul Hanley      | Irakli Labadse Attila Sávolt    | 7:6, 6:2      |
| 2.  | 13. Januar 2003    | Sydney  | Hartplatz | Paul Hanley      | Mahesh Bhupathi Joshua Eagle    | 7:6, 6:4      |
| 3.  | 18. September 2005 | Peking  | Hartplatz | Justin Gimelstob | Dmitri Tursunow Michail Juschny | 4:6, 6:3, 6:2 |

#### Finalteilnahmen
| Nr. | Datum           | Turnier | Belag | Partner      | Finalgegner                  | Ergebnis  |
| --- | --------------- | ------- | ----- | ------------ | ---------------------------- | --------- |
| 1.  | 8. Oktober 2001 | Tokio   | Hard  | Paul Hanley  | Rick Leach David Macpherson  | 5:7, 6:72 |
| 2.  | 28. Juli 2002   | Sopot   | Sand  | Jeff Coetzee | František Čermák Leoš Friedl | 5:7, 5:7  |
| 3.  | 15. Juli 2007   | Newport | Rasen | Igor Kunizyn | Jordan Kerr Jim Thomas       | 3:6, 5:7  |